# Каяла (журнал)

Каяла — самвидавний орган Донецьких організацій УГГ-УРП — художньо-публіцистичний журнал-альманах. Почав виходити у 1990 р. за редакцією учителя Ярослава Гомзи. Всього випущено два випуски на друкарській машинці. Нині вони передані Донецькій обласній універсальній науковій бібліотеці.
Часопис надавав перевагу матеріалам, які малі сприяти українському національному відродженню та національному самовизначенню. Журнал мав кілька постійних рубрик з відповідними епіграфами до кожної: 1. Рідне Слово. 2. Чорний біль України. 3. Про це не можна забувати. 4. Було колись в Україні. 5. У товаристві муз. 6. Рідний Край. 7. Без Бога — ані до порога. 8. Не вмирає душа наша. 9. На актуальні теми і непостійні тематичні рубрики: «Шевченкіана», «Різдво Христове». Поза рубриками, якби епіграфами до всього журналу, ішли поезії «Любіть Україну» В.Сосюри (№ 1) та "Синьо-жовті прапори В.Лащенка (№ 2)
Автура часопису теж була досить широка. Журнал був гарно ілюстрований художником з міста Горлівка — Новіковим. Слід виділити такі матеріали як «Тарас Шевчнеко і рідна мова», підготовлені ще св.п. Олексою Тихим, фрагмент поеми «Анафема» М.Сарми-Соколовського (Новоселиця) та дві добірки його ж поезій, поема К.Куцюка-Кочинського «Полин» (Бухарест) зі вступною статтею Я.Гомзи, добірка поезій Г.Гордасевич (Донецьк), три розділи з великої поеми К.Куцюка-Кочинського «Довгі блукання Одіссея» з передмовою автора, добірка поезій О.Веремчука (Донецьк) «Пам'яті Великого Кобзаря», поезії В.Стуса, фрагмент з поеми І. Франка «Панські жарти», поема Любові Горбенко «Шевчик», присвячена Гр. Нудьзі, поезія Галини Антонюк «Кобзар Волині», присвячена М.Куделі. Під рубрикою «Рідний Край» виступали донецькі краєзнавці П.Лаврів та Є.Доніченко. У рубриці «Було колись в Україні» публікувалися статті на історичні теми Я.Гомзи, Д.Долинського, Д.Донцова, А.Клімашевського.
У другому числі поза рубриками були опубліковані матеріали про Василя Стуса та Олексу Тихого. У першому — «Загальна декларація прав людини».
Вийшло всього два числа «Каяли». Журнал перестав виходити через відсутність будь-яких коштів і будь-якої підтримки. Підготовлене й трете число, де вміщена публікація поезій Г.Прокопенка (Січеслав), Г.Гордасевич (Донецьк), М.Сарми-Соколовського (Новоселиця), В.Голобородька (Луганщина), різножанрові твори П.Ротача (Полтава) та інші.
Попри дуже невеликий наклад, «Каялу» читали в Східній і Західній Україні, Києві, позитивні відгуки прийшли з Січеслава (Дніпропетровськ), Золотоноші, Львова, Полтави та ін.